# Paridnea
Paridnea is een geslacht van vlinders van de familie snuitmotten (Pyralidae), uit de onderfamilie Chrysauginae.

## Soorten
- P. holophaealis Ragonot, 1891
- P. monoflexa Dyar, 1914
- P. peruviensis Hampson, 1916
- P. squamicosta Walker, 1867